# 高雄市政府警察局
高雄市政府警察局（簡稱高雄市警察局、高雄市警局、高市警局），為高雄市最高警察行政機關，隸屬高雄市政府管轄，並由內政部警政署督導。高雄市政府警察局自2010年12月底高雄縣市合併升格為直轄市起成立，負責高雄市轄區內治安之維護及市內所有警察行政、人事、教育及訓練等事務，總局設於前金區中正四路。下轄三民第一、三民第二、新興、苓雅、左營、楠梓、鼓山、鹽埕、前鎮、鳳山、小港、林園、仁武、旗山、六龜、岡山、湖內，計17個分局。

## 沿革
- 高雄市於日治時代設有高雄東警察署、高雄西警察署、高雄水上警察署及高雄消防警察署，1945年中華民國接管臺灣後繼續沿用，直至同年11月8日正式成立高雄市警察局。

- 1946年，高雄市警察局下轄分局改設為第一分局、第二分局、水上分局及消防隊。
- 1948年7月1日，高雄市警察局水上分局獨立為高雄港務警察所，隸屬臺灣省政府警務處。
- 1958年7月1日，高雄市警察局依臺灣省政府《臺灣省各縣市警察局組織規程》晉升為乙種編制警察局，並增設兩個分局；高雄港務警察所恢復直隸高雄市警察局。
- 1962年2月1日，高雄港務警察所恢復直隸臺灣省政府警務處。[6]
- 1970年7月1日，高雄市警察局晉升為臺灣省唯一甲種編制警察局，下轄七個分局。[7]
- 1979年7月1日，高雄市升格為直轄市，高雄市警察局改名為「高雄市政府警察局」。
- 2003年1月1日，高雄縣警察局因組織編制修正，正式更名為「高雄縣政府警察局」。
- 2005年，高雄市政府警察局仿效臺北縣政府警察局，成立騎警隊，為中華民國警察史上第二支騎警隊。[8]
- 2010年12月25日，高雄縣市合併，原高雄縣政府警察局之轄區併入本局，本局仍名為「高雄市政府警察局」。[9]

## 所屬分局
共17個分局。
| 分局名稱     | 編制警察員額 | 轄區                                           | 地址                  | 人口      | 面積              | 創立時間                                                                                 | 分駐（派出所） | 網址                                              |
| ------------ | ------------ | ---------------------------------------------- | --------------------- | --------- | ----------------- | ---------------------------------------------------------------------------------------- | --- | ------------------------------------------------- |
| 新興分局     | 356名        | 新興區、前金區                                 | 新興區中山一路100號   | 81,070人  | 3.8337平方公里    | 第一分局，1979年7月1日新興分局                                                           | 中正三路派出所、中山路派出所、五福二路派出所、自強路派出所、前金分駐所 | www.kmph.gov.tw/xinxing/ （页面存档备份，存于）   |
| 鹽埕分局     | 154名        | 鹽埕區                                         | 鹽埕區建國四路337號   | 25,836人  | 1.4161平方公里    | 第二分局，1979年7月1日鹽埕分局                                                           | 五福四路派出所、建國四路派出所、七賢路派出所 | www.kmph.gov.tw/yancheng/ （页面存档备份，存于）  |
| 左營分局     | 333名        | 左營區                                         | 左營區博愛三路268號   | 195,459人 | 19.3888平方公里   | 第三分局，1979年7月1日左營分局                                                           | 左營派出所、博愛四路派出所、四海派出所、文自派出所、新莊派出所、啟文派出所、舊城派出所 | www.kmph.gov.tw/zuoying/ （页面存档备份，存于）   |

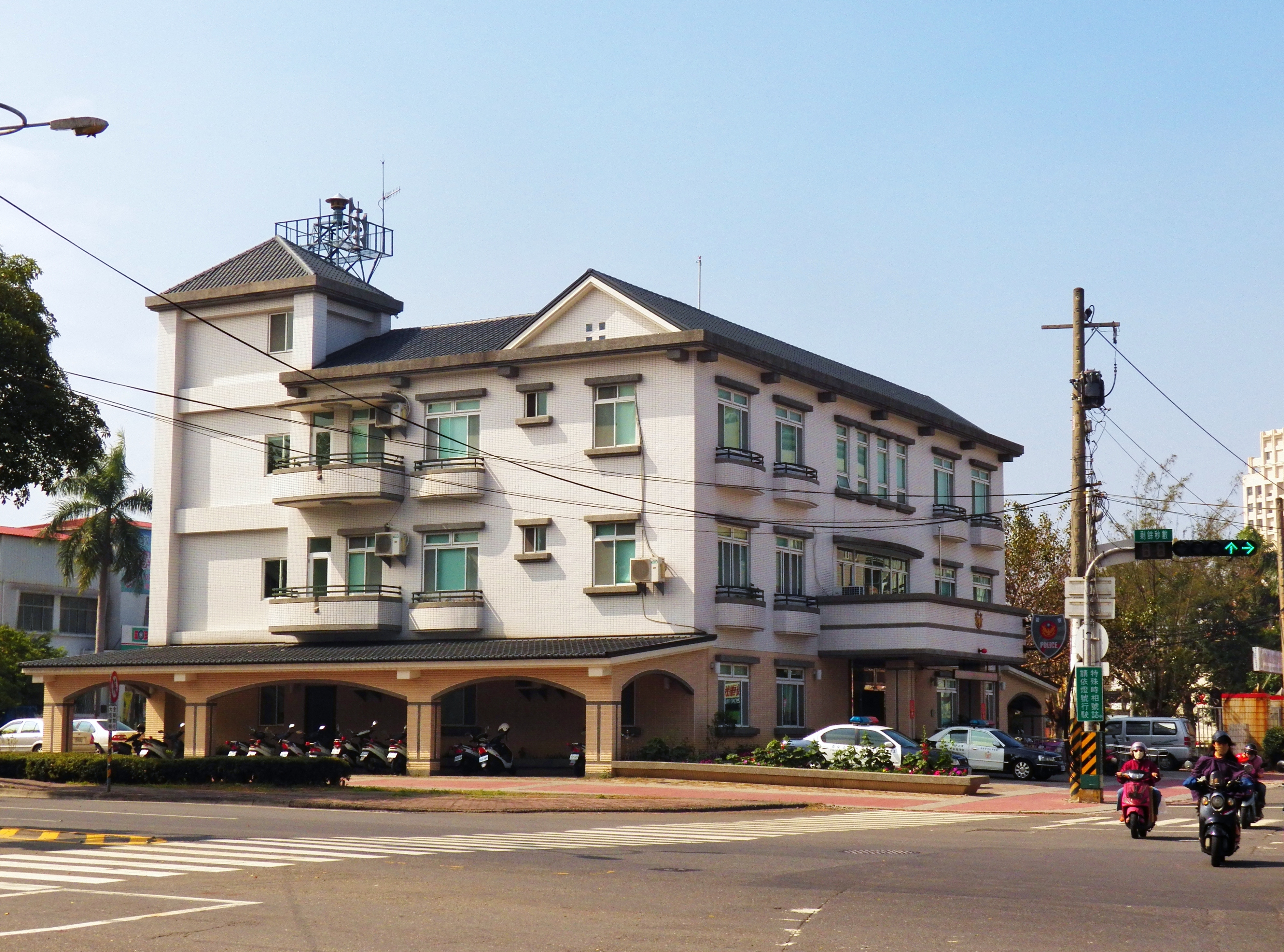
高雄市政府警察局鳳山分局成功派出所

| 楠梓分局     | 256名        | 楠梓區                                         | 楠梓區外環西路119號   | 177,818人 | 25.8276平方公里   | 原屬左營分局轄區；1995年10月20日楠梓分局                                                 | 楠梓派出所、加昌派出所、右昌派出所、後勁派出所、翠屏派出所 | www.kmph.gov.tw/nanzi/ （页面存档备份，存于）     |
| 鼓山分局     | 303名        | 鼓山區、旗津區                                 | 鼓山區鼓山一路105號   | 164,143人 | 16.2097平方公里   | 第四分局，1979年7月1日鼓山分局                                                           | 鼓山路派出所、龍華派出所、內惟派出所、新濱派出所、中洲派出所、旗津分駐所 | www.kmph.gov.tw/gushan/ （页面存档备份，存于）    |
| 苓雅分局     | 348名        | 苓雅區                                         | 苓雅區苓雅一路367號   | 177,442人 | 8.1522平方公里    | 第五分局，1979年7月1日苓雅分局                                                           | 福德二路派出所、凱旋路派出所、三多路派出所、民權路派出所、成功路派出所 | www.kmph.gov.tw/lingya/ （页面存档备份，存于）    |
| 三民第一分局 | 309名        | 三民區西41里                                   | 三民區同盟一路367號   | 84,890人  | 10.8600平方公里   | 第六分局，1979年7月1日三民分局，1994年8月6日三民第一分局                                 | 三民派出所、哈爾濱街派出所、十全路派出所、長明派出所 | www.kmph.gov.tw/sanminone/ （页面存档备份，存于） |
| 三民第二分局 | 349名        | 三民區東45里                                   | 三民區覺民路366號     | 263,432人 | 8.9266平方公里    | 1994年8月6日三民第二分局                                                                 | 鼎山派出所、陽明派出所、鼎金派出所、民族派出所、覺民派出所 | www.kmph.gov.tw/sanmintwo/ （页面存档备份，存于） |
| 前鎮分局     | 316名        | 前鎮區                                         | 前鎮區一心一路286號   | 194,602人 | 19.1207平方公里   | 第七分局，1979年7月1日前鎮分局                                                           | 一心路派出所、瑞隆路派出所、草衙派出所、前鎮街派出所、復興路派出所 | www.kmph.gov.tw/qianzhen/ （页面存档备份，存于）  |
| 鳳山分局     | 493名        | 鳳山區                                         | 鳳山區經武路36號      | 352,959人 | 26.7590平方公里   |                                                                                          | 鳳崗派出所、成功派出所、文山派出所、埤頂派出所、五甲派出所、新甲派出所、忠孝派出所、過埤派出所、南成派出所 | www.kmph.gov.tw/fengshan/ （页面存档备份，存于）  |
| 小港分局     | 271名        | 小港區                                         | 小港區小港路20號      | 156,188人 | 41.2061平方公里   | 原屬林園分局轄區；1978年3月1日高雄縣警察局小港分局，1979年7月1日高雄市政府警察局小港分局 | 小港派出所、大林派出所、高松派出所、桂陽派出所、漢民路派出所 | www.kmph.gov.tw/xiaogang/ （页面存档备份，存于）  |
| 林園分局     | 292名        | 林園區、大寮區                                 | 林園區力行路250號     | 180,952人 | 103.3297平方公里  | 原屬鳳山分局轄區；1958年7月1日林園分局                                                   | 林園派出所、港埔派出所、中芸派出所、昭明派出所、忠義派出所、中庄派出所、大寮分駐所 | www.kmph.gov.tw/linyuan/ （页面存档备份，存于）   |
| 仁武分局     | 287名        | 仁武區、大樹區、鳥松區、大社區                 | 仁武區中正路135號     | 200,862人 | 154.2394平方公里  | 原屬鳳山分局轄區                                                                         | 仁武派出所、澄觀派出所、大華派出所、仁美派出所、九曲派出所、溪埔派出所、大社分駐所、大樹分駐所、鳥松分駐所 | www.kmph.gov.tw/zenwu/ （页面存档备份，存于）     |
| 旗山分局     | 264名        | 旗山區、美濃區、內門區、杉林區、甲仙區         | 旗山區華中街1號       | 114,353人 | 538.3038平方公里  |                                                                                          | 建國派出所、大洲派出所、嶺口派出所、旗尾派出所、圓潭派出所、吉東派出所、龍肚派出所、廣興派出所、中埔派出所、合森派出所、中壇派出所、溝平派出所、廣福派出所、里關派出所、茄興派出所、美濃分駐所、內門分駐所、杉林分駐所、甲仙分駐所         | www.kmph.gov.tw/qishan/ （页面存档备份，存于）    |
| 六龜分局     | 222名        | 六龜區、茂林區、那瑪夏區、桃源區               | 六龜區民生路1號       | 23,277人  | 1570.1279平方公里 | 原屬旗山分局轄區                                                                         | 義寶派出所、荖濃派出所、建山派出所、新威派出所、森濤派出所、寶山派出所、萬山派出所、多納派出所、高中派出所、復興派出所、拉芙蘭派出所、達卡努瓦派出所、梅山派出所、茂林分駐所、那瑪夏分駐所、桃源分駐所、高中檢查所、寶來檢查所、森山檢查所 | www.kmph.gov.tw/liouquei/ （页面存档备份，存于）  |
| 岡山分局     | 367名        | 岡山區、燕巢區、橋頭區、梓官區、彌陀區、永安區 | 岡山區壽天路10號      | 235,807人 | 188.2630平方公里  |                                                                                          | 壽天派出所、前峰派出所、甲圍派出所、鳳雄派出所、深水派出所、嘉興派出所、赤崁派出所、舊港派出所、永安分駐所、燕巢分駐所、橋頭分駐所、梓官分駐所、彌陀分駐所                                                                                 | www.kmph.gov.tw/gangshan/ （页面存档备份，存于）  |
| 湖內分局     | 272名        | 湖內區、路竹區、茄萣區、田寮區、阿蓮區         | 湖內區中山路一段290號 | 150,553人 | 211.6553平方公里  | 原屬岡山分局轄區；1958年7月1日設立路竹分局，1987年6月30日遷址更名為湖內分局              | 湖內派出所、湖街派出所、竹滬派出所、一甲派出所、砂崙派出所、崇德派出所、蛙潭派出所、古亭派出所、路竹分駐所、茄萣分駐所、阿蓮分駐所、田寮分駐所                                                                                             | www.kmph.gov.tw/hunei/ （页面存档备份，存于）     |

## 歷任局長

代表直轄市警局長（掛階三線三星）的警察機關首長旗

本表列出高雄市升格為直轄市後及高雄縣、高雄市縣市合併後的歷任局長。
| 任次                               | 姓名   | 就任時間       | 卸任時間       | 備註 |
| ---------------------------------- | ------ | -------------- | -------------- | --- |
| 高雄市政府警察局（直轄市）局長     |        |                |                | |
| 1                                  | 李惟喬 | 1979年7月1日   | 1981年2月18日  | 原任臺南市警察局局長，改制後首任局長 後任國家安全局設計委員                                                         |
| 2                                  | 陳舉籌 | 1981年2月18日  | 1981年9月20日  | 原任臺灣省警察學校教育長 1981年8月22日因三義空難殉職                                                                |
| 3                                  | 季錫斌 | 1981年9月20日  | 1984年12月1日  | 原任保安警察第一總隊總隊長 後任臺灣警察學校校長                                                                     |
| 4                                  | 廖兆祥 | 1984年12月1日  | 1987年3月1日   | 原任臺中市警察局局長 後任臺北市政府警察局局長                                                                       |
| 5                                  | 黃其昆 | 1987年3月1日   | 1988年3月1日   | 原任臺南市警察局局長 後任內政部警政署副署長                                                                         |
| 6                                  | 姚高橋 | 1988年3月1日   | 1992年10月1日  | 原任臺北縣政府警察局局長 後任臺灣警察專科學校校長                                                                   |
| 7                                  | 余玉堂 | 1992年10月1日  | 1995年5月12日  | 原任臺北縣政府警察局局長 後任內政部警政署副署長                                                                     |
| 8                                  | 王 郡  | 1995年5月12日  | 1997年10月3日  | 原任刑事警察局局長 後任內政部警政署副署長                                                                           |
| 9                                  | 謝銀黨 | 1997年10月3日  | 2001年2月16日  | 原任內政部警政署督察室主任 後任內政部警政署副署長                                                                   |
| 10                                 | 洪勝堃 | 2001年2月16日  | 2003年7月23日  | 原任內政部警政署主任秘書 後任內政部警政署副署長                                                                     |
| 11                                 | 謝秀能 | 2003年7月23日  | 2004年7月30日  | 原任內政部警政署主任秘書 後任內政部警政署副署長                                                                     |
| 12                                 | 蔡以仁 | 2004年7月30日  | 2007年8月10日  | 原任保安警察第一總隊總隊長 後任內政部警政署副署長                                                                   |
| 13                                 | 蔡俊章 | 2007年8月10日  | 2010年12月24日 | |
| 高雄市政府警察局（縣市合併後）局長 |        |                |                | |
| 1                                  | 蔡俊章 | 2010年12月25日 | 2012年4月19日  | 原任內政部警政署主任秘書 後任內政部警政署副署長                                                                     |
| 2                                  | 黃茂穗 | 2012年4月19日  | 2015年1月16日  | 原任內政部警政署副署長 屆齡退休                                                                                     |
| 3                                  | 陳家欽 | 2015年1月16日  | 2017年9月20日  | 原任保安警察第二總隊總隊長 後任內政部警政署署長                                                                     |
| 4                                  | 何明洲 | 2017年9月21日  | 2018年7月16日  | 原任臺灣警察專科學校校長 因生涯規劃提前退休，後任復興空廚董事長。                                                   |
| 5                                  | 李永癸 | 2018年7月16日  | 2020年7月17日  | 原任保安警察第三總隊總隊長 因行政院院長蘇貞昌究責治安問題，調任內政部警政署警監一階警政委員，後任內政部警政署副署長 |
| 6                                  | 劉柏良 | 2020年7月17日  | 2021年1月15日  | 原任內政部警政署副署長 後再回任內政部警政署副署長                                                                   |
| 7                                  | 黃明昭 | 2021年1月16日  | 2022年6月29日  | 原任刑事警察局局長 後任內政部警政署署長                                                                             |
| 8                                  | 林炎田 | 2022年7月11日  | 現任           | 原任內政部警政署警政委員                                                                                            |

## 爭議
- 2019年10月27日下午4點多，高雄一名機車騎士， 僅有違規騎進了畫有禁行機車的快車道，並未對其他用路人造成危害，但卻在民族路與同盟路口被警方攔查，遭十全路派出所的劉姓員警開了一張危險駕駛的罰單，並且依刑法185條公共危險罪嫌送辦，此舉引發民眾不滿，被質疑濫用職權。同年年底該名騎士被告公共危險罪案件，業經偵查終結，獲判不起訴處分，不得再議[16][17]。

## 外部連結
- 高雄市政府警察局全球資訊網 （页面存档备份，存于）（繁體中文）（英文）
- 高雄市政府警察局的Facebook專頁
- YouTube上的高雄市政府警察局頻道